# Peregrine Horden
Peregrine Horden est un historien britannique. Il est professeur d'histoire médiévale à Royal Holloway, Université de Londres. Ses recherches portent sur les villes méditerranéennes et la médecine au Moyen Âge. Il est membre du All Souls College d'Oxford.
La publication de son livre The Corrupting Sea: A Study of Mediterranean History (co-écrit avec Nicholas Purcell) est saluée comme un « événement intellectuel notable ». La thèse principale du livre est que la Méditerranée est une région composée de micro-régions. L’ouvrage soutient que la Méditerranée doit être perçue en termes de lignes de force écologiques reliant d’innombrables petites régions et micro-économies plutôt qu’en termes de quelques métropoles célèbres. Horden et Purcell mettent l'accent sur les longues durées et insistent sur le fait que les différents thèmes de l'histoire, c'est-à-dire la politique, la culture, l'économie, les idées et les institutions, doivent être étudiés en étroite association.

## Publications
- Companion to Mediterranean History Horden, P. (éd.) & Kinoshita, S. (éd.) 2014, Oxford : Wiley-Blackwell.
- The Body in Balance: Humoral Medicines in Practice Horden, P. (éd.) & Hsu, E. (éd.) 2013, Berghahn.
- Hospitals and Healing from Antiquity to the Later Middle Horden, P. 2008 Aldershot : Ashgate.
- All Souls under the Ancien Régime: Politics, Learning and the Arts, c.1600–1850 Horden, P. (éd.) & Green, SJD (éd.) 2007 Oxford : Oxford University Press.
- Freedom of Movement in the Middle Ages, Proceedings of the Twentieth Harlaxton Symposium Horden, P. (éd.) 2007 Donington : Shaun Tyas.
- The Impact of Hospitals 300-2000 Horden, P. (éd.), Henderson, J. (éd.) et Pastore, A. (éd.) 2007, Oxford : Peter Lang.
- The Corrupting Sea: A Study of Mediterranean History (en)  Horden, P. & Purcell, N. 2000 Oxford : Blackwell.